# إعدام لويس السادس عشر
إعدام لويس السادس عشر، جرى إعدام لويس السادس عشر بالمقصلة في 21 يناير 1793 في ساحة الثورة («ساحة الثورة»، كانت تسمى سابقا بساحة لويس الخامس عشر، وسميت ساحة الكونكورد في عام 1795) في باريس. يعتبر إعدام لويس من الأحداث الرئيسية للثورة الفرنسية. بعد أحداث 10 أغسطس 1792 التي شهدت على سقوط الحكم الملكي بعد هجوم الثوار على توليري، جرى اعتقال لويس السادس عشر أثناء محاولته الهرب من فرنسا، ووضع في السجن بصحبة عائلته، وأدين بتهمة الخيانة العظمى وحكم عليه بالإعدام. وبنفس العام أعدمت زوجته ماري أنطوانيت بالمقصلة.

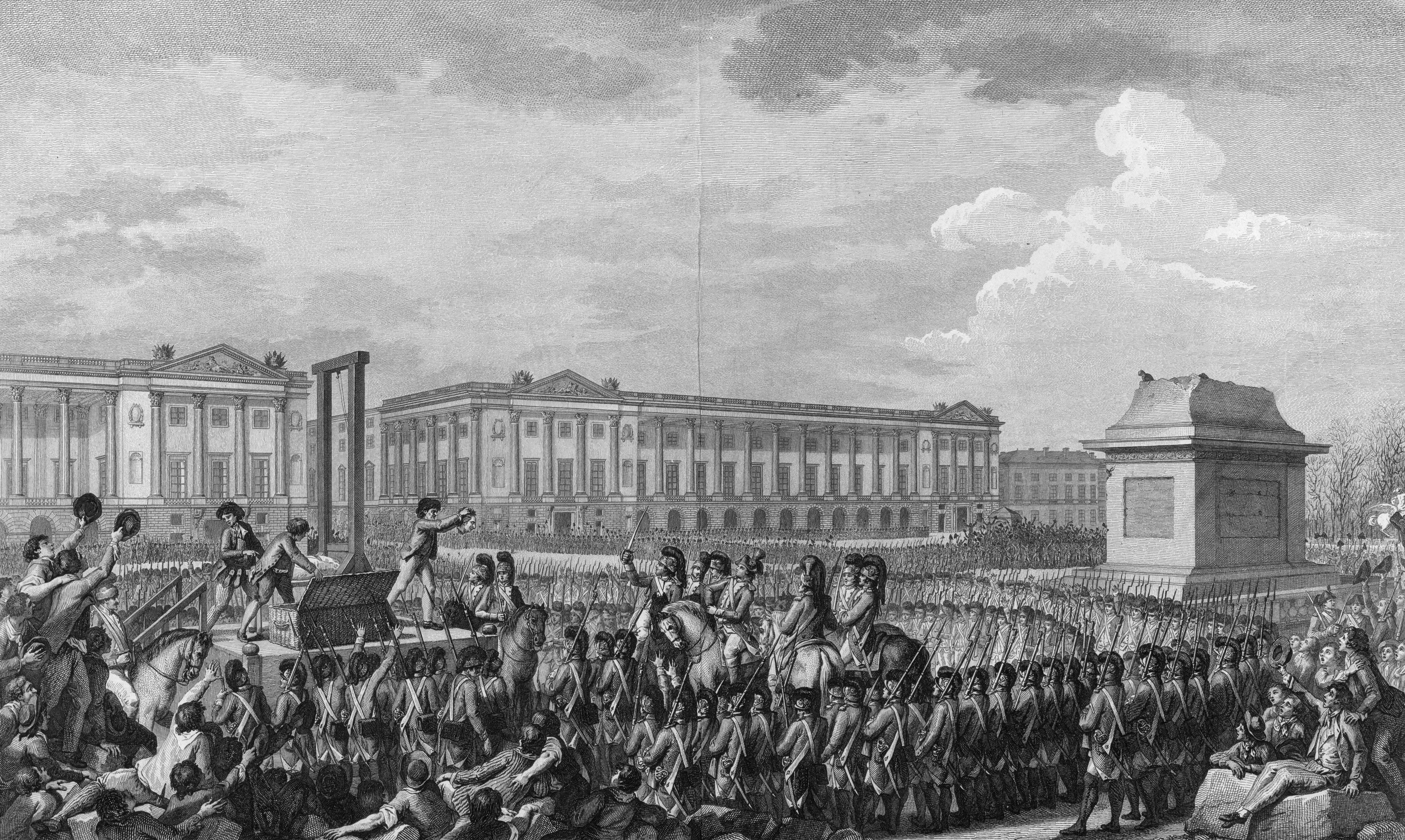

## المحاكمة

قرر أعضاء المؤتمر الوطني محاكمة لويس السادس عشر بتهمة الخيانة. ومنذ يوم العاشر من أغسطس عومل أفراد الأسرة المالكة معاملة غير إنسانية. وبذل الجيرونديون (Girondist) كل ما في وسعهم لتأجيل المحاكمة لأنهم كانوا يعلمون أن الأدلة ستؤدي إلى إدانة الملك واعدامه، وفي 20 نوفمبر تم اكتشاف صندوق حديدي في إحدى جدران الغرف الملكية في قصر التوليري فأحضره رولان إلى المؤتمر الوطني، وكان به دليل يؤكد بقوة تهمة الخيانة، وكان بالصندوق وثائق يبلغ عددها 625 وثيقة سرية تفضح تعاملات ورسائل الملك مع لافاييت وميرابو وتاليران وبارناف وعدد من المهاجرين. كان من الواضح أن الوثائق تثبت تأمر لويس على الثورة. وفي 2 ديسمبر قامت بعض الوفود من أحياء باريس بالتظاهر أمام المؤتمر الوطني وطالبوا بالإسراع بمحاكمة الملك، وفي 3 ديسمبر انضم روبيسبير للمطالبين بهذا الأمر.
وبدأت محاكمة الملك لويس السادس عشر في الحادي عشر من ديسمبر سنة 1792 أمام أعضاء المؤتمر الوطني. ذكر النائب في المؤتمر الوطني سباستيان مرسييه (Sebastien Mercier) في مذكراته ان «خلفية الصالة تحولت إلى مقصورات، وارتدين النسوة أكثر ملابسهن أناقة ورحن يلعقن المثلجات ويأكلن البرتقال ويشربن المسكرات المعطرة والمحلاة». تم اطلاع الملك أثناء المحاكمة على الوثائق التي وجدت في الصندوق فأنكر توقيعه وأنكر أي علم له بالصندوق.
في 15 يناير سنة 1793 بدأ التصويت على إدانة الملك فصوت 683 من اصل 749 نائبا شخص بمن فيهم ابن عم الملك فيليب دورليان على إدانة الملك.
وفي يوم 21 يناير حملت عربة يحيط بها الحراس من كل جانب إلى ميدان الثورة. وقبل ان ينفذ حكم الاعدام بالمقصلة حاول أن يتحدث إلى الجماهير: "أيها الفرنسيون، إنني أموت بريئا إنني أقول ذلك وأنا على سقالة المقصلة وسأمثل قريبا أمام الرب. إنني أعذر أعدائي، وآمل في فرنسا " لكن عند هذه الكلمة أشار رئيس حرس باريس الوطني سانتير وقال: فلتدق الطبول فدقت الطبول، وراحت الجماهير تنظر في صمت كئيب والنصل الثقيل يسقط، وفي وقت لاحق قال واحد ممن حضروا هذا المشهد" في ذلك اليوم راح كل واحد يسير ببطء ولم يكن الواحد منا يجسر على النظر إلى الآخر.